# 腻根兰属
腻根兰属（学名：Aplectrum）是一种兰花，原产于美国东部和加拿大，从俄克拉荷马州东部到南北卡罗来纳州，北部到明尼苏达州、安大略省、魁北克省和马萨诸塞州。它在阿巴拉契亚山脉、五大湖区、俄亥俄州和密西西比河上游河谷尤为常见。亚利桑那州也报告了零星的孤立种群。腻根兰（Aplectrum hyemale）是腻根兰属的唯一物种。
腻根兰通过其块茎的生长在地下传播，形成庞大的菌落。叶子生长于11月下旬，一直持续到隔年的3月。它们具有独特的细条纹，带有平行交替的银白色和绿色条纹。五月下旬或六月初，花梗上长出几朵花，每朵花只有几毫米宽。它有时会与二色筒距兰（Tipularia discolor）混淆，这是另一种生长于北美东部的兰花。
该物种存在一种颜色变体，Aplectrum hyemale var. pallidum，它的花色不同。
- 叶子细节
- 花朵细节
- Aplectrum hyemale var. pallidum
- Aplectrum hyemale var. pallidum花朵细节